# A Dirty Shame
A Dirty Shame è un film del 2004 diretto da John Waters.

## Trama
Gli abitanti di Harford Road sono per metà puritani e per metà maniaci sessuali che hanno sviluppato le loro ossessioni a seguito di un forte colpo in testa. Un giorno la puritana Sylvia Stickles viene colpita alla testa da una vettura di passaggio. Subito dopo incontra il meccanico Ray-Ray Perkins, uno dei maniaci sessuali, che la inizia a un mondo di piaceri a lei sconosciuti. Ray-Ray è anche il capo di una setta in cerca dell'"atto sessuale definitivo". Per una serie di assurde coincidenze, l'intera popolazione di Harford Road diviene una comunità di maniaci del sesso e Ray-Ray si trasforma in un bizzarro messia sessuale.

## Critica
«A Dirty Shame è l'unica commedia che mi viene in mente che genera più risate nervose che risate genuine.» (Roger Ebert)